# المستوعب
الْمُسْتَوْعِب هو كتاب في الفقه الحنبلي ألفه مجتهد المذهب محمد بن عبد الله بن الحسين السامُرِّي البغدادي، المعروف بـ "ابن سُنَيْنَة". المولود بسامُرّاء سنة 535هـ، والمتوفى ببغداد سنة 616هـ.
قال مؤلف الكتاب:

وقال ابن بدران: